# تمساح 1
تمساح Temsah هي حاملة جند مدرعة ضد الألغام والكمائن MRAP. مصممة في المقام الأول لحماية القوافل، والدوريات الحدود، ومكافحة التمرد، ونقل القوات، والإجلاء الطبي والتحكم والسيطرة. تم الكشف عنها في 2016، تم تصميمها وتطويرها بواسطة مصنع قادر للصناعات المتطورة، وتم عرضها خلال فعاليات معرض EDEX 2018.
وهي النسخة المُطوّرة، الخفيفة من تمساح والتي ظهرت نُسختها الأولى لأول مرة في مايو 2015 خلال افتتاح رئيس الجمهورية لأعمال التطوير لورش إدارة المركبات بالقوات المسلحة.

## التصميم
هيكل المدرعة عبارة عن دروع فولاذية ملحومة بالكامل على شكل حرف V مما يوفر حماية كاملة ضد هجوم قذيفة من عيار 7.62 ملم. تأتي مجهزة بمكيف هواء خدمة شاقة. يجلس السائق في المقدمة إلى اليسار ويجلس القائد إلى اليمين. كلاهما يجلس خلف نوافذ كبيرة مضادة للرصاص، وباب جانبي يفتح على المقدمة، ويضم نافذة مضادة للرصاص في الجزء العلوي. وباب خلفي مزدوج. تقع حجرة القوات في الجزء الخلفي من الهيكل، حيث يفتح الباب الخلفي افقيا. يوجد في الجزء العلوي من مقصورة القوات فتحة سقف مجهزة ببرج قتالي. يجلس المشاة على مقاعد مضادة للانفجارات يمكن طيها علي الجانبين. يوجد في أي من جانبي حجرة القوات ثلاثة مزاغل لإطلاق النار بحيث يمكن للقوات استخدام أسلحتها من الداخل، ويحتوي الباب الخلفي على مزغلين. يمكن تزويد المدرعة بأنظمة اختيارية مثل الطلاء العسكري، والإطار الإضافي بالحامل، وقاعدة رشاش بحسب النوعية، وأرضية ماصة للصدمات.يتم تثبيت كاميرات لمدة ثلاثة أيام وليلة واحدة لكل المراقبة المستديرة، ويتم عرض الصور على شاشة مقاس 9 بوصات مثبتة في حجرة الطاقم.

### التسليح
يتم تسليحها بقاذفة قنابل أوتوماتيكية 40 ملم وبندقية آلية 7.62 ملم.

### مستوي الحماية
تتمتع المركبة بمستوى حماية عالي، مستوى الحماية ضد الالغام Stange-4، مستوى الحماية البالستية BR7، مستوى حماية الزجاج BR7، مستوي حماية البرج BR7، مقاعد حماية من الصدمة الانفجارية. مزاغل جانبية وخلفية.

### المناورة
تصل سرعة المدرعة تمساح 1 إلى 80 كم/ساعة ومدى يصل إلى 600 كم، المحرك هو من النوع 4-Stroke ديزل تبريد مائي ب 6 اسطوانات، قادر على توفير 230 حصان كل 2100 لفة، أقصى زاوية صعود °38، أقصى زاوية ميل جانبي °20، زاوية الاقتراب °38، زاوية الابتعاد °37.

## مراحل التطوير

### الإصدار الأول «تمساح»
ظهرت لأول مرة في مايو 2015 خلال افتتاح رئيس الجمهورية لأعمال التطوير لورش إدارة المركبات بالقوات المسلحة. شاركت بالفعل في عمليات مكافحة الإرهاب بسيناء، حيث ظهرت في فيديو من إنتاج الشؤن المعنوية للقوات المسلحة، وقد تم تزويدها بالدروع القفصية Cage Armor الواقي من قذائف الأر بي جي، وظهرت منها نسخة مُخصصة لتطبيقات التشويش الإلكتروني واللاسلكي.
كانت ناقلة جنود مدرعة خفيفة الوزن 4×4، كان الهيكل من الدروع الصلبة الملحومة، وله تصميم بدن مميز على شكل حرف V أحادي، وكانت حمولتها 4-6 فرد وتمتّعت بدرجة تدريع من المستوى B6 ويتحمل الطلقات حتى العيار 7.62×51 مم بجانب القنابل اليدوية، وقدرة محدودة على تحمل العبوات الناسفة.

#### خيارات التسلح
كانت السيارة مسلحة بقاذفة قنابل أوتوماتيكية 40 ملم وبندقية آلية 7.62 ملم.

### الإصدار الثاني «تمساح 1»

#### تمساح 1 أ
ظهرت لأول مرة في حفل القوات المسلحة بالذكرى 43 لانتصارات أكتوبر الموافق 5 أكتوبر 2016،

##### التفاصيل
حاملة أفراد مدرعة 4×4، مضادة للكمائن والألغام MRAP مع تصميم بدن أحادي الشكل على شكل حرف V والذي يوزع تأثير الانفجارات. يوجد 6 منافذ إطلاق (مزاغل) على جانبي السيارة وخلفها. تمتّعت بتعديلات شاملة للهيكل والشاسيه حيث يلاحظ زيادة ارتفاعها عن الأرض وزيادة التدريع الجانبي وتعديل المقدمة وغطاء المحرك والزجاج الأمامي والأبواب المُصفحة وكذلك تدريع البرج القتالي، وبلغت حمولتها 6-8 فرد.

#### تمساح 1 ب
ظهرت لأول مرة خلال فعاليات معرض EDEX 2018 بالقاهرة.

##### التفاصيل
حاملة أفراد مدرعة 4×4، مضادة للكمائن والألغام MRAP وتصميم بدن أحادي الشكل على شكل حرف V والذي يوزع تأثير الانفجارات. يوجد 8 منافذ إطلاق (مزاغل) على جانبي السيارة وخلفها. تمتعت بتعديل اخر للمقدمة وغطاء المحرك مع الحفاظ على نفس خصائص الطراز الذي سبقة واضافة بعض الخصائص الأخرى مثل إمكانية إضافة مقاعد مضادة للانفجار وحصيرة ماصة للصدمات. تحتوي أيضا على إطارات ذاتية النفخ و3 كاميرات مراقبة خارجية وكاميرا للرؤية الليلية وشاشة أمامية وتكييف هواء شديد التحمل، وتأتي بعدة متغيرات حسب الرغبة:
- ناقلة أفراد مدرعة مسلحة بمدفع رشاش ثقيل أو قاذفة قنابل آلية.
- سيارة إسعاف.
- الحرب الإلكترونية لأغراض التشويش والمسح اللاسلكي.
- محطة أسلحة يتم التحكم فيها عن بعد مسلحة برشاشات ثقيلة أو قاذفة قنابل آلية.[4]

## المستخدمين

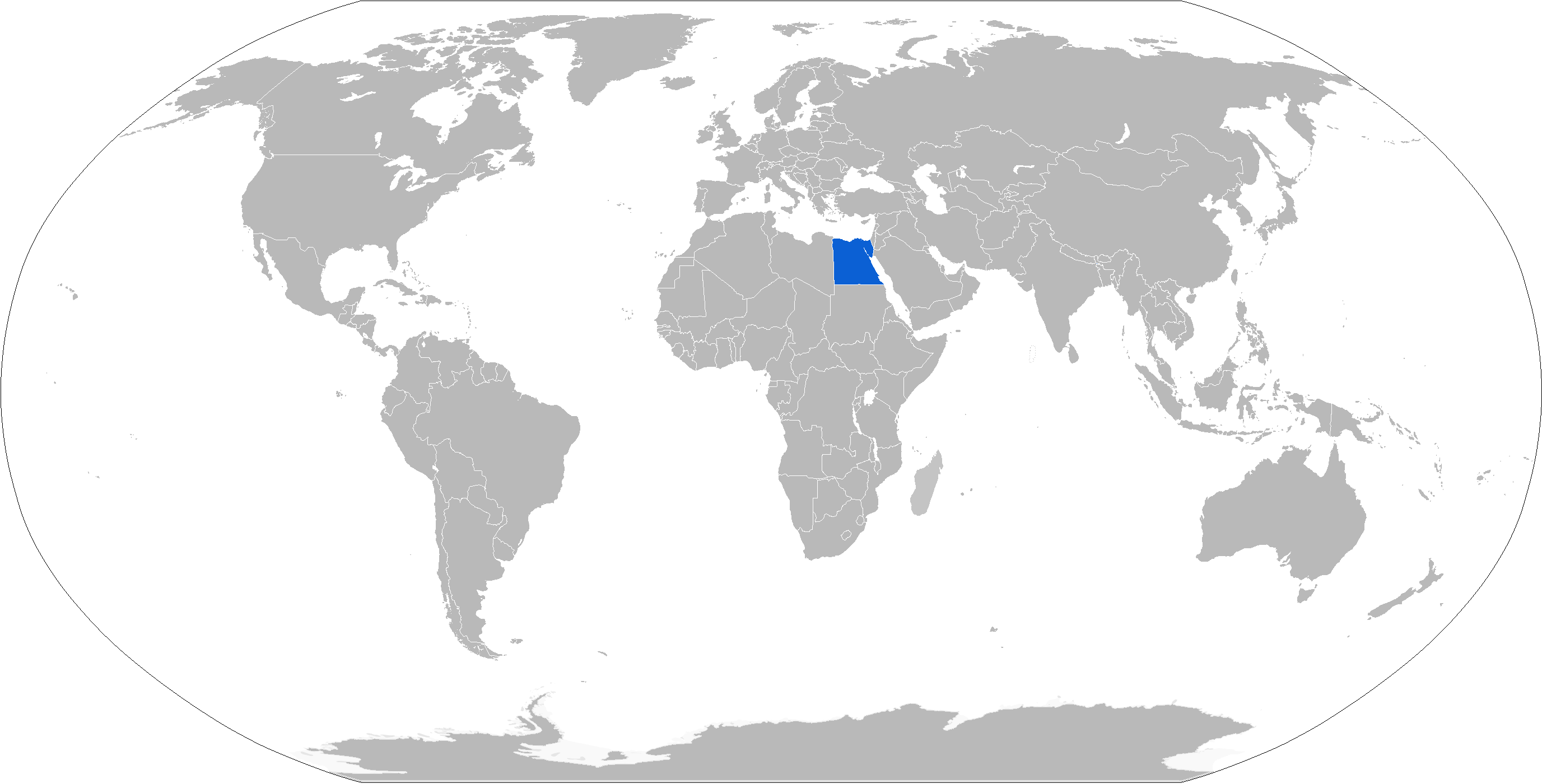
مشغلو المدرعة تمساح 1

- مصر

- ليبيا